# Pénélope (Fauré)
Pénélope ist eine Oper (Originalbezeichnung: „Poème lyrique“) in drei Akten von Gabriel Fauré (Musik) mit einem Libretto von René Fauchois. Die Uraufführung erfolgte am 4. März 1913 an der Oper von Monte Carlo.

## Handlung
Die Oper behandelt die letzten Gesänge von Homers Odyssee. Nach dem Ende des zehn Jahre währenden Trojanischen Kriegs musste Odysseus (hier französisch Ulysse genannt) weitere zehn Jahre umherirren, bevor es ihm gelang, in seine Heimat Ithaka zurückzukehren. Seine Frau Penelope (Pénélope) wartete treu auf seine Rückkehr. Sie wurde jedoch von diversen aristokratischen Freiern bedrängt, die Hoffnung aufzugeben und einen von ihnen zu heiraten. Ulysse kehrt schließlich doch zurück und erkundet die Lage zunächst als Bettler verkleidet. Die Freier werden nach einer „Bogenprobe“ besiegt, bevor es zur Wiedervereinigung des Paares kommt.

### Erster Akt
Vorzimmer der Gemächer Pénélopes
Szene 1. Die Mägde Pénélopes unterhalten sich beim Spinnen über ihre Herrin, die trotz der langen Abwesenheit ihres Gatten Ulysse nach dem Trojanischen Krieg immer noch darauf besteht, seine Rückkehr abzuwarten. Schon seit mehr als zehn Jahren wird Pénélope von Freiern bedrängt, die vergeblich um ihre Hand buhlen. Die meisten der Mädchen würden diese nicht abweisen.
Szene 2. Eurymaque, Antinoüs und die anderen Freier erscheinen und fordern, die Königin zu sehen. Da Pénélope ihnen den Zutritt in ihre Gemächer verboten hat, verlangen sie, dass sie zu ihnen herauskommt.
Szene 3. Ulysses alte Amme Euryclée weist die Freier zurecht. Schließlich tritt Pénélope aus dem Zimmer.
Szene 4. Die Freier fordern Pénélope auf, sich endlich für einen von ihnen zu entscheiden. Pénélope aber ist sich sicher, dass Ulysse noch lebt und heimkehren wird. Außerdem verachtet sie die Freier, die den ganzen Tag mit Prassen und Saufen verbringen. Sie weist darauf hin, dass sie immer noch am Totenhemd ihres Schwiegervaters Laërte arbeiten müsse. Erst wenn das fertiggestellt ist, wird sie sich für einen von ihnen entscheiden. Die Freier rufen Musikanten und Tänzerinnen herbei, um zu feiern. Pénélope fleht inbrünstig zu ihrem abwesenden Gatten, zurückzukehren und ihr beizustehen.
Szene 5. Der als zerlumpter Bettler verkleidete Ulysse klopft an die Tür und bittet um Essen und einen Schlafplatz. Eurymaque weist ihn fort. Pénélope jedoch weiß, dass die Götter manchmal in Gestalt von Bettlern auftreten. Sie lässt ihn eintreten. Die Freier vergnügen sich unterdessen mit Mélantho und den anderen Mägden.
Szene 6. Pénélope trägt Euryclée auf, dem Fremden die Füße zu waschen, bevor er seine Mahlzeit erhält. Euryclée fühlt sich bei seinem Anblick an Ulysse erinnert. Pénélope hat diesen aber jünger und größer in Erinnerung. Während sie daran denkt, wie es ihrem Mann nun ergehen möge, beginnt Euryclée mit der Waschung. Dabei entdeckt sie eine ihr vertraute Narbe. Ulysse gibt sich ihr zu erkennen und bittet sie um Schweigen.
Szene 7. Allein in ihrem Zimmer beginnt Pénélope damit, das Totenhemd Laërtes wieder aufzutrennen, um Zeit zu gewinnen. Die Freier treten unbemerkt ein und erkennen nun, warum das Weben so lange dauert. Sie bestehen nun darauf, dass Pénélope sich am nächsten Tag für einen von ihnen entscheidet.
Szene 8. Der Fremde und Euryclée trösten Pénélope mit der Hoffnung, dass ihr Mann noch diese Nacht zurückkehren könnte. Pénélope und Euryclée entfernen sich, um ihre Mäntel zu holen. Wie jeden Abend wollen sie am Strand Ausschau halten.
Szene 9. Ulysse sieht sich unterdessen im Zimmer um, betrachtet seine alten Besitztümer und gedenkt an die Liebe zu seiner Gattin.
Szene 10. Pénélope und Euryclée machen sich auf den Weg zum Strand. Ulysse folgt ihnen.

### Zweiter Akt
Auf einem Hügel mit Blick auf das Meer
Eine Rundbank vor einer mit Rosen umwundenen Marmorsäule, Hirtenzelte auf der linken Seite, Sonnenuntergang bei Mondlicht
Szene 1. Der alte Hirte Eumée genießt den Abend und verabschiedet sich von seinen Kameraden.
Szene 2. Pénélope, der Bettler, Euryclée, und einige der Mägde kommen hinzu. Pénélope erinnert sich an ihre gemeinsamen Abende mit Ulysse an diesem Ort. Eumée hofft, dass er die Rückkehr seines Herrn noch erleben wird. Er schließt sich den anderen Hirten an. Auf Pénélopes Fragen nach seiner Vergangenheit antwortet der Bettler ausweichend. Er erzählt aber davon, dass er einst Ulysse während eines langen Sturms in seinem Haus in Kreta Zuflucht gewährt habe. Weil er Ulysses Kleidung genau beschreiben kann, glaubt Pénélope ihm. Der Bettler versichert ihr außerdem, dass Ulysse ihr treu geblieben sei. Er gibt ihr den Rat, am folgenden Tag denjenigen Freier zu wählen, der fähig sei, den großen Bogen Ulysses zu spannen. Pénélope kehrt mit den Frauen ins Haus zurück.
Szene 3. Ulysse gibt sich Eumée und den Hirten zu erkennen. Er bittet sie, sich bereitzuhalten, um ihm beim Kampf gegen die Freier zu helfen.

### Dritter Akt
Die große Halle im Palast Ulysses, ein Thron, hohe Säulen links und rechts, am Morgen
Szene 1. Nachdem Ulysse während der Nacht das Gebäude ausgekundschaftet und seine alten Waffen begutachtet hat, versteckt er ein Schwert unter dem Thron.
Szene 2. Euryclée erzählt Ulysse, dass Pénélope vor Sorgen nicht schlafen konnte. Ulysse macht ihr Mut, da niemand außer ihm den Bogen spannen könne. Noch am Abend werde sie Pénélope wieder lächeln sehen.
Szene 3. Eumée berichtet Ulysse, dass die Freier Opfertiere für die Hochzeitszeremonie bestellt hätten. Für die Hirten ist das ein idealer Vorwand, ihre Messer mitzubringen.
Szene 4. Die Freier erscheinen, um die letzten Vorbereitungen zu treffen. Antinoüs freut sich besonders darauf, das verhasste Gesicht des Bettlers nicht mehr lange sehen zu müssen. Ulysse erwidert, dass dies bald auch nicht mehr der Fall sein werde. Die anderen Freier berichten von bösen Omen. Die Tische werden gedeckt, und man erwartet Pénélope.
Szene 5. Pénélope tritt mit Euryclée und der Gouvernante Eurynome ein. Sie verkündet, dass derjenige unter ihnen ihre Hand erhalten werde, der den Bogen Ulysses spannen und einen Pfeil durch zwölf Ringe schießen könne. Die Freier bezweifeln, dass das möglich ist. Dennoch versuchen es Eurymaque, Pisandre und Antinoüs. Alle drei scheitern kläglich. Nun bittet auch Ulysse zaghaft um einen Versuch. Er hat keine Schwierigkeiten mit der Aufgabe. Sein zweiter Schuss gilt Eurymaque. Alle sind entsetzt. Pénélope aber erkennt nun, wen sie vor sich haben. Ulysse ruft die Hirten herbei, und gemeinsam massakrieren sie die Freier. Keiner überlebt.
Szene 6. Nachdem nun der Gerechtigkeit Genüge getan wurde, können Pénélope und Ulysse ihr Wiedersehen feiern.
Szene 7. Zusammen mit dem Volk von Ithaka preisen alle den Gott Zeus für die Heimkehr ihres Königs.

## Gestaltung

### Instrumentation
Die Orchesterbesetzung der Oper enthält die folgenden Instrumente:
- Holzbläser: zwei Flöten, Piccoloflöte, zwei Oboen, Englischhorn, zwei Klarinetten, Bassklarinette, zwei Fagotte, Kontrafagott
- Blechbläser: vier Hörner, drei Trompeten, drei Posaunen, Tuba
- Pauken, Schlagzeug
- Harfe
- Streicher

### Musik
Die Partitur der Pénélope ist sorgfältig ausgearbeitet. Fauré verwendete Leitmotive von hoher Qualität. Die mit Pénélope und Ulysse assoziierten werden bereits im Vorspiel vorgestellt. Der wagnerische Einfluss zeigt sich besonders in den ruhigeren Abschnitten. Die Leitmotive nutzte Fauré jedoch anders als Wagner. Sie werden nicht plakativ wie „Visitenkarten“ herausgehoben, sondern in die Komposition eingewoben bzw. „zum Zweck lyrischen Fortspinnens“ genutzt. Fauré selbst schrieb am 16. August 1907 an seine Frau: „Ich probiere alle Möglichkeiten aus, das Thema zu verändern und mit ihm verschiedene Wirkungen hervorzubringen, entweder als Ganzes oder auszugsweise.“ Leitmotive gibt es beispielsweise für die Figur der Pénélope sowie für die beiden Persönlichkeiten des Ulysse. Als Bettler verkleidet, hat er ein Thema mit sich „choralartig langsam hochwindenden Sekundschritten“, während sich seine Herrscher-Gestalt „in kühner Oktavreckung mit folgendem Aufstieg der großen Sekunde und anschließenden Quintsprüngen“ darstellt.:446 Die Motive für das Leichentuch des Laërte und die Bogenprobe werden ausschließlich im Orchester gespielt.:447
Trotz des großen Orchesters müssen die Sänger nie forcieren. Die Partitur zeugt von großer Transparenz und lässt die Erfahrung des Komponisten in der Kammermusik erkennen. Vorherrschend sind der Klang der Streicher und „gedämpfte Pastellfarben“. Fauré orchestrierte die Oper im Sinne eines „besonnenen Klassizismus“. Ulrich Schreiber nannte Pénélope als Beispiel für den „französischen Hellenismus“, durch den die Kultur Frankreichs als in der Nachfolge der Antike stehend gepriesen wird. Er verglich sie darin mit Werken wie Debussys Prélude à l’après-midi d’un faune oder Ravels Ballett Daphnis et Chloé. Allerdings stellt sie einen moralischen Gegenpol zu diesen erotisch freizügigeren Werken dar.:445
Die Szenen der Oper gehen fließend ineinander über. Harte Tempowechsel werden vermieden.:446 Der Stil der Solo-Passagen erinnert eher an Faurés späte Lieder als an den französischen Opernstil seiner Zeitgenossen. Die Musik ist emotional („sentiment“), aber nicht sentimental („sentimentality“). Die Gesamtstruktur der Oper sowie die Tanzsätze der äußeren Akte erinnern an Saint-Saëns’ Samson et Dalila. Im Vergleich zu den wenige Jahre zuvor erschienenen Opern Debussys (Pelléas et Mélisande, 1902) und Dukas’ (Ariane et Barbe-Bleue, 1907) ist Pénélope weniger deklamatorisch gestaltet. Hier gibt es stattdessen liedhafte Melodien und gelegentlich Anlehnungen an die klassische Abfolge von Rezitativ, Arioso und Arie.:445
Musikalisch besonders positiv dargestellt werden die Amme Euryclée und der Hirte Eumée. Aber auch den beiden Freiern Eurymaque und Antinoüs widmet Fauré mit dem Arioso „Depuis qu’en ce travail“ (erster Akt, Szene 4) bzw. der Arie „Qu’il est doux de sentir sa jeunesse“ (dritter Akt, Szene 4) gefühlvolle Musik. Das Duett „O mon hôte! à présent, puis-je t’interroger?“ der beiden Hauptfiguren (zweiter Akt, Szene 2) im zweiten Akt hält Schreiber für dramaturgisch weniger gelungen, denn hier tauchen beide Hauptmotive des Ulysse auf, das Herrscher- und das Bettler-Motiv.:446

## Werkgeschichte

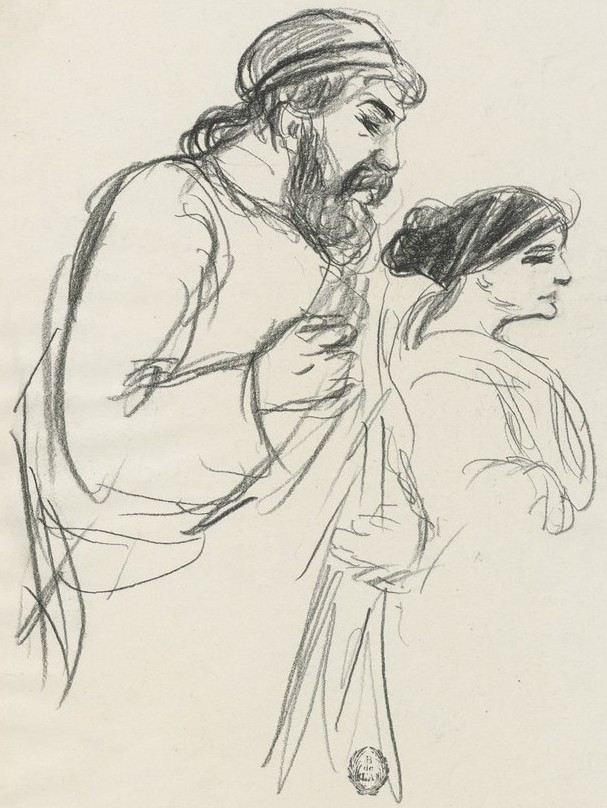
Paul Charles Delaroche: Lucien Muratore als Ulysse und Lucienne Bréval als Pénélope, Paris 1913

Gabriel Fauré entschloss sich erst in fortgeschrittenerem Alter konkret dazu, seine erste Oper zu schreiben. Allerdings war er bereits seit Beginn seiner Laufbahn auf der Suche nach einem passenden Stoff gewesen. Er hatte auch schon eine Reihe von Schauspielmusiken komponiert, so dass er bereits einige Erfahrungen mit dem Theater hatte. Als er nun nach einem Libretto suchte, schlug die Sängerin Lucienne Bréval (1869–1935) einen Text von René Fauchois über die Heimkehr des Odysseus aus den letzten Gesängen von Homers Odyssee vor. Fauré gefiel das Stück, und er begann zwei Monate später im Jahr 1907 mit der Arbeit.
Das Libretto hatte ursprünglich fünf Akte. Es entspricht inhaltlich der Vorlage Homers. Nur das aktive Eingreifen der Göttin Athene ließ Fauchois fort, da es nicht zu seiner psychologischen Sichtweise auf das Werk passte. Fauré überarbeitete das Libretto gemeinsam mit Fauchois und kürzte es auf drei Akte zusammen, wobei er die Nebenhandlung und die Person des Telemachos vollständig entfernte. Bei den Versen nahm er Striche vor, um die beim Singen im Vergleich zum Sprechen deutlich längere Vortragsdauer in einen akzeptablen Rahmen zu bringen. Außerdem änderte er die Reihenfolge der Szenen und gestaltete ganze Absätze neu, um die Motivation der Personen deutlicher herauszuarbeiten. Ein besonderes Glaubwürdigkeitsproblem sah Fauré darin, dass Pénélope über längere Strecken mit ihrem Mann spricht, diesen aber trotzdem nicht wiedererkennt.
Das Thema von Odysseus’ Heimkehr war schon mehrfach auf die Opernbühne gebracht worden. Am bekanntesten ist Claudio Monteverdis Fassung Il ritorno d’Ulisse in patria (Venedig 1640). Weitere frühere Kompositionen stammen von Reinhard Keiser (Penelope oder Ulysses ander Theil, Braunschweig 1696), Baldassare Galuppi (Penelope, London 1741), Niccolò Piccinni (Pénélope, Fontainebleau 1785), Domenico Cimarosa (Penelope, Neapel 1794/95) und August Bungert (Odysseus’ Heimkehr aus der Tetralogie Homerische Welt, 1896).:444 Aus dem 20. Jahrhundert ist Rolf Liebermanns Penelope von 1954 zu nennen.:445
Da Fauré wegen seiner Arbeit als Leiter des Pariser Konservatoriums zeitlich eingeschränkt war, konnte er für die Komposition praktisch nur die Sommermonate nutzen. Unter anderem deshalb benötigte er insgesamt fünf Jahre für die Fertigstellung der Oper. Über den Fortschritt berichtete er ausführlich in Briefen an seine Frau. Aus Zeitgründen ließ er sich bei der Orchestrierung von dem jungen Komponisten Fernand Pécoud (1879–1940) helfen. Dies betraf den Schluss des zweiten Akts und kleinere Teile des Finales.

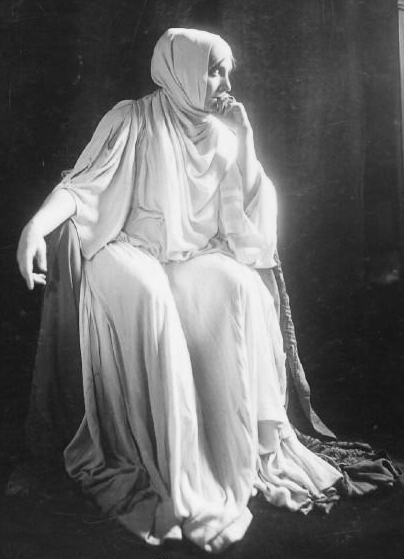
Claire Croiza als Pénélope, Théâtre de la Monnaie 1926

Die Uraufführung fand am 4. März 1913 unter der musikalischen Leitung von Léon Jehin an der Oper von Monte Carlo statt, wo Pénélope stiefmütterlich behandelt und nur drei Mal gegeben wurde. Fauré selbst betrachtete dies eher als Probeaufführung für die zwei Monate später, am 10. Mai, unter dem Dirigat von Louis Hasselmans erfolgte Pariser Aufführung am Théâtre des Champs-Élysées. Hierfür erweiterte er das Duett Pénélope/Ulysse im zweiten Akt. In beiden Produktionen sang Lucienne Bréval die Titelrolle. Der Ulysse wurde in Monte Carlo von Charles Rousselière gesungen und in Paris von Lucien Muratore. Die Pariser Aufführung wurde ein triumphaler Erfolg. Allerdings hatte das Theater finanzielle Probleme und ging nach 17 Aufführungen bankrott. Die Kulissen und Kostüme der Oper wurden versteigert. Während der folgenden Jahre des Ersten Weltkriegs war an eine weitere Aufführung nicht zu denken, und so wurde Pénélope erst wieder 1919 in Paris aufgeführt, diesmal in einer Neuinszenierung der Opéra-Comique. Hier wurde die Oper 63 Mal bis 1931 wiederholt.
Obwohl die Oper unter Fachleuten hoch geschätzt wurde, hat sie keinen festen Zugang in das Repertoire gefunden. Die meisten Aufführungen fanden in Frankreich und gelegentlich in anderen romanischsprachigen Ländern statt. Wichtige Interpretinnen der Titelrolle waren Germaine Lubin, Claire Croiza, Suzanne Balguerie, Régine Crespin und Jessye Norman. Die deutsche Erstaufführung erfolgte erst 2002 in Chemnitz.:444
Die Aufnahme einer Produktion der Opéra national du Rhin von 2015 wurde auf Arte im Fernsehen übertragen und war auch als Internet-Stream auf Arte Concert zu sehen. 2019 zeigte die Oper Frankfurt das Werk in einer Inszenierung von Corinna Tetzel und der musikalischen Leitung von Joana Mallwitz mit Paula Murrihy in der Titelrolle.

## Aufnahmen
- 4. Mai 1956 (live, konzertant aus Paris): Désiré-Émile Inghelbrecht (Dirigent), Orchestre National de France, Chœurs du Radio France. Régine Crespin (Pénélope), Raoul Jobin (Ulysse), Christiane Gayraud (Euryclée), André Vessières (Eumée), Joseph Peyron (Antinoüs), Robert Massard (Eurymaque), Michel Hamel (Léodès), Bernard Demigny (Ctésippe), Pierre Germain (Pisandre), Madeleine Gagnard (Cléone), Françoise Ogéas (Mélantho), Geneviève Macaux (Alkandre), Nicole Robin (Phylo und Lydie). Rodolphe CD: RPC 32447/48, Rodolphe LP: RP 12447/48, Dicoreale LP: 10012/14, Cantus Classics 50851 (2 CD).[9]:4758
- 1977 (live, konzertant aus Cardiff): David Lloyd-Jones (Dirigent), BBC Symphony Orchestra, BBC Symphony Chorus London. Josephine Veasey (Pénélope), André Turp (Ulysse), Johanna Peters (Euryclée), Richard van Allan (Eumée), Alexander Oliver (Antinoüs), Nell Howlett (Eurymaque), Gerald English (Léodès und Pisandre), Richard Angas (Ctésippe), Sarah Walker (Cléone), Sara de Javelin (Alkandre), Susan Lee (Phylo), Sally de Sage (Lydie), Rosanne Creffield (Melas). Gala GL 100.705 (2 CD).[9]:4759
- 1980 (Studio-Aufnahme, vollständig, Opernwelt-CD-Tipp: „künstlerisch wertvoll“[4]): Charles Dutoit (Dirigent), Orchestre Philharmonique de Monte Carlo, Ensemble Vocal Jean Laforge. Jessye Norman (Pénélope), Alain Vanzo (Ulysse), Jocelyne Taillon (Euryclée), José van Dam (Eumée), Jean Dupouy (Antinoüs), Philippe Huttenlocher (Eurymaque), Gérard Friedman (Léodès), Paul Guigue (Ctésippe), François Le Roux (Pisandre), Norma Lerer (Cléone), Michèle Command (Mélantho), Colette Alliot-Lugaz (Alkandre), Christine Barbeaux (Phylo), Danièle Borst (Lydie). Erato CD: 2292-45405-2, Erato LP: STU 71386.[9]:4760
- 27. August 2000 (live, konzertant aus Edinburgh): Jean-Yves Ossonce (Dirigent), BBC Scottish Symphony Orchestra, Chorus of the Scottish National Opera. Michelle DeYoung (Pénélope), Michael Schade (Ulysse), Nadine Denize (Euryclée), Donald Maxwell (Eumée), Marc Laho (Antinoüs), Christopher Maltman (Eurymaque), Jamie MacDougall (Léodès), Isabelle Cals (Cléone).[9]:4761
- 14. Juni 2001 (live, konzertant aus dem Théâtre des Champs-Élysées Paris): Claude Schnitzler oder Pinchas Steinberg (Dirigent), Orchestre National de France, Chœurs du Radio France. Isabelle Vernet (Pénélope), Luca Lombardo (Ulysse), Sylvie Sullé (Euryclée), Gilles Cachemaille (Eumée), Guy Fletcher (Antinoüs), François Le Roux (Eurymaque), Pascal Aubert (Léodès), Pierre Vaello (Ctésippe), Bernard Dubois (Pisandre), Douglas Dutheil (Schäfer), Élodie Méchain (Cléone), Elsa Maurus oder Gaëlle Méchaly (Mélantho), Brigitte Vinson (Alkandre), Marie Boyer (Phylo und Eurynome), Anne-Marie Elo (Lydie).[9]:4762[9]:4763
- 27. April 2002 (live aus Chemnitz): Fabrice Bollon (Dirigent), Arila Siegert (Inszenierung), Robert-Schumann-Philharmonie-Chemnitz, Chor der Oper Chemnitz. Nancy Gibson (Pénélope), Richard Berkeley-Steele (Ulysse), Monika Straube (Euryclée), Yue Liu (Eumée), Kay Frenzel (Antinoüs), Dietrich Greve (Eurymaque), André Riemer (Léodès), Matthias Winter (Ctésippe), Munki Lee (Pisandre), Donna Morein (Cléone).[9]:4764
- 21. Oktober 2005 (live aus Wexford): Jean-Luc Tignaud (Dirigent), Renaud Doucet (Inszenierung), Philharmonisches Orchester Krakau, Wexford Festival Chorus. Nora Sourouzian (Pénélope), Gerard Powers (Ulysse), Lorena Scarlata Rizzo (Euryclée), Vincent Pavesi (Eumée), David Curry (Antinoüs).[9]:4765